# 福岡県道520号二日市停車場線
福岡県道520号二日市停車場線（ふくおかけんどう520ごう ふつかいちていしゃじょうせん）は、福岡県筑紫野市を通る一般県道である。

## 概要
福岡県筑紫野市二日市中央二丁目のJR九州鹿児島本線 二日市駅から天神交差点までを結ぶ。

### 路線データ
- 起点：福岡県筑紫野市二日市中央二丁目（JR九州鹿児島本線 二日市駅前）
- 終点：福岡県筑紫野市二日市中央二丁目（天神交差点、福岡県道65号筑紫野筑穂線起点、福岡県道・大分県道112号福岡日田線交点）
- 総延長：135 m[1]
- 実延長：135 m[1]

## 地理

### 通過する自治体
- 筑紫野市

### 交差する道路
| 交差する道路                                               | 交差する場所     | 交差する場所      |
| ---------------------------------------------------------- | ---------------- | ----------------- |
| 福岡県道65号筑紫野筑穂線 福岡県道・大分県道112号福岡日田線 | 二日市中央二丁目 | 天神交差点 / 終点 |

### 沿線
- JR九州鹿児島本線 二日市駅